# West Point Grey

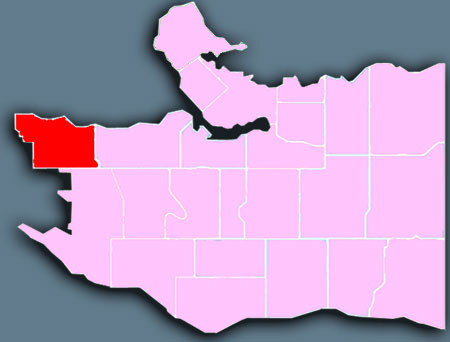
Localización de West Point Grey en la ciudad de Vancouver.

West Point Grey (también conocido como Point Grey Village) es un barrio del oeste de Vancouver, Columbia Británica, Canadá. Principalmente residencial, constituye una de las áreas más adineradas de la ciudad. Limita al sur con la 16th Avenue, con la Alma Street al este, con la Bahía Inglesa al norte, y con la localidad de University Endowment Lands al oeste. Es uno de los dos barrios más al oeste dentro de los límites de la ciudad de Vancouver y el más cercano al predio de la Universidad de la Columbia Británica.
Una parte de los predios de Jericho Lands fueron 28% cedidos de gratis en el 2014 por el gobierno federal a tres tribus, las cuales aparte adquirieron el 22%, llegando a un 50% del total.  El resto de los terrenos de Jericho Lands, cedidos por el gobierno provincial, también son en un 50% de las tres tribus, a quienes la provincia les regaló un 20% del total.